# Балахоновка (Самарская область)
Балахоновка — село в Клявлинском районе Самарской области.

## История
Село Балахоновка образовано крестьянами — выходцами из Нижегородской губернии, города Балахны. В те далекие времена, в XVII веке, церковь возглавил патриарх Никон, который изменил обряды и ввёл новые ритуалы службы в храмах, и крестьянской жизни. Не все православные крестьяне согласились с новыми реформами, и значительная часть людей стала переселяться в Поволжье на Урал, в Сибирь. Таким образом, люди поселились в истоках реки Шешма и назвали свое новое место жительства Балахоновка, деревня староверов-старообрядцев. Первый житель носил фамилию Балахонцев, что ещё раз утвердило название деревни. В ней проживали русские крестьяне, единоверцы и солдаты. В селе Балахоновка имелась школа грамоты. Сведений о времени открытия школы в документах не имеется. К 1910 году, школа грамоты была преобразована в земскую школу. В деревне, к этому времени, имелось 2 водяных мельницы, 3 маслобойных завода.
Село Балахоновка, с момента создания, относилось к Бугульминскому уезду, который находился в составе Уфимской губернии. Бугульминский уезд был образован в 1781 году Екатериной Великой. Говорят, что Екатерина Великая посетила наши места, и один источник родниковой воды был назван ею «Сладким». Сладкий ключ — родник, существует и по сей день.
В 1851 году уезд передан в состав Самарской Губернии. В 1920 году уезд упразднён и Бугульма переходит в состав Татарской АССР.

## Население
- 1859 г. — 46 дворов (354 человека: 173 муж., 181 жен.)
- 1900 г. — 108 дворов (706 человек: 365 муж., 341 жен)
- 1910 г. — 126 дворов (828 человек: 420 муж., 408 жен.)
- По данным Всероссийской переписи населения 2010 года, население НП составило 292 человека.

Деревня в Бугульминском уезде Самарской губернии, в отчёте Самарского епархиального комитета православного миссионерского общества, за 1889 год, указана как чисто "старообрядская", населяли её "беглопоповцы", а «вожаком» был крестьянин Епифан Евтихеев. Крестьянин старообрядец Балахонцев построил на своём участке молельную «без разрешения начальства», за что был обвинён, осуждён, подвергнут тюремному заключению, затем вышел на свободу по амнистии.

## Уроженцы села
- Кочетков, Афанасий Иванович — актёр.

## Власть
Село, в административном плане, относится к сельскому поселению Назаровка, муниципального района Клявлинский Самарской области.